# قنادی هانس
قنادی هانس یکی از قدیمی‌ترین شیرینی‌فروشی‌های شهر تهران محسوب می‌شود. شعبه اصلی این قنادی که در سال ۱۳۳۷(۱۹۵۸) تأسیس شده و بیش از پنجاه سال سابقه دارد، در خیابان آبان (شهید عضدی) قرار دارد. قنادی هانس شعبه دیگری ندارد.